# Ewa Dąbrowska
Ewa Dąbrowska (ur. 3 lipca 1964 w Warszawie) – polska aktorka teatralna. 

## Życiorys
W 1978 roku ukończyła szkołę baletową. W 1987 roku zdała egzamin eksternistyczny dla aktorów dramatu w Warszawie.
W latach 1984–1998 adept, a od 1998 roku aktorka Teatru Żydowskiego w Warszawie.

## Kariera
| Aktorka teatralna Teatr Żydowski w Warszawie - 2008: W nocy na starym rynku. Gorączka jesiennej nocy - 2007: Straszna gospoda - 2006: Tradycja - 2006: Dla mnie bomba - 2006: Zaczarowany krawiec - 2006: Sen o Goldfadenie - 2005: Żyć, nie umierać! - 2005: Publiczność to lubi - 2004: Śpiąca Królewna - 2004: Między dniem a nocą - 2003: Królewna Śnieżka - 2002: Kopciuszek - 2002: Skrzypek na dachu - 2002: Cud Purymowy - 2001: Monisz czyli szatan... - 2000: Kamienica na Nalewkach - 1999: Joszke Muzykant - 1998: ...I stał się cud - 1997: Ballada o brunatnym teatrze - 1995: Kto jest kto - 1995: Uriel Akosta - 1994: Błądzące gwiazdy - 1994: Swat w zielonym szaliku - 1993: My żydzi polscy - 1992: Trubadur z Galicji - 1990: Ballada o ślubnym welonie | Aktorka filmowa - 2007: Ekipa - 2005: Pensjonat pod Różą - 2004: Oficer − żona Paska (odc. 5) - 2004: Kryminalni − lekarka (odc. 1) - 2003–2009: Na Wspólnej - 2001: Przedwiośnie - 1997–2009: Klan - 1995: Tato - 1987: Śmieciarz − Halina Bożych, siostra Toja - 1984: 07 zgłoś się Teatr Telewizji - 2000: Kamienica na Nalewkach Użyczyła głosu - 2008: Plebania |

## Odznaczenia
- Złoty Krzyż Zasługi – 2015[1]
- Srebrny Krzyż Zasługi – 2005[2]